# لارس یوئن مسن
لارس یوئن مسن (دانمارکی: Lars Jørgen Madsen; ۱۹ ژوئیهٔ ۱۸۷۱ – ۱ آوریل ۱۹۲۵) تیرانداز اهل دانمارک بود.
وی در مسابقات کشوری و بین‌المللی در مجموع برندهٔ ۲ مدال طلا، ۲ مدال نقره، ۱ مدال برنز شده‌است.